# Enlace (álbum)
Enlace es la primera recopilación de la banda de rock argentina Los Ratones Paranoicos editado en 1989 por Del Cielito Records. 
Este álbum incluye los éxitos de la banda hasta ese momento, más una canción inédita: "Autocine". 
Fue editado en LP de vinilo y casete en 1989, y en CD en 1991.

## Lista de canciones
1. Ceremonia en el Hall (2:58)
2. Paren de Correr (3:23)
3. Rock del Gato (3:04)
4. Sucia Estrella (3:25)
5. Enlace (3:06)
6. Movamos (2:12)
7. El Reflejo (4:36)
8. El Hada Violada (3:04)
9. Rainbow (2:48)
10. Carol (3:06)
11. Slide (3:30)
12. Ahora No Es lo Mismo (2:30)
13. Autocine (3:04)